# Zaratinski
Zaratinski dijalekt (zar. el zaratin, tal. lo zaratino) je dalmato-venetski dijalekt kojim su se dugi niz stoljeća služili zadarski Talijani. 
Ovaj je dijalekt nastao kao plod kontakta mletačkog govora s jadertinskim i hrvatskim jezikom. 
Popisi s kraja 19. i početka 20. stoljeća pokazuju kako je oko 66% zadarskog stanovništva govorilo talijanskim (ustvari zaratinskim) kao materinskim jezikom. Može se ustvrditi da su početak kraja ove jezične zajednice obilježila bombardiranja Zadra tijekom Drugog svjetskog rata, nakon čega je uslijedio egzodus od oko 20.000 Zadrana, uglavnom Talijana. 
Danas se zaratinskim služi ograničen broj starijih osoba.

## Primjer
U tablici se navodi dio nekoć vrlo popularne dalmatinske pjesme s kraja 19. stoljeća "El mulo zaratin" ("Zadarski mulac"), čiji je autor šibenski pjesnik Luigi Bauch (1873. – 1945.).
| Zaratinski | Talijanski | Hrvatski |
| --- | --- | --- |
| “I ne ciama mularia perché scarpe no gavemo perché in strada sempre semo far i pugni e bestemiar. Ma no i sa che senza n’altri per le strade no sarìa gnanca un poco de alegria gnanca un poco de morbin. Semo muli, sì, xe vero, nudi e crudi e sempre alegri, se nel muso semo negri, no lo semo miga in cor. (…)" | “Ci chiamano ragazzaglia perché scarpe non abbiamo perché in strada sempre siamo a fare a pugni e bestemmiar. Ma non sanno che senza di noi per le strade non ci sarebbe nemmeno un poco d’allegria nemmeno un poco di brio. Siamo ragazzacci, sì, è vero, nudi e crudi e sempre allegri, se in viso siamo neri (sporchi) non lo siamo mica nel cuor. (…)” | “Zovu nas mularijom jer cipele nemamo jer uvijek smo na ulici tučemo se i psujemo. Al’ne znaju da bez nas po ulicama ne bi bilo ni mrvice veselja ni mrvice radosti. Mulci smo, istina, goli i bosi i uvijek veseli, ako nam je faca crna (prljava) nije nam zato i srce crno. (…)” |